# 芝加哥河
芝加哥河（英語：Chicago River）是一條114英里（183公里）長，贯穿芝加哥市区的河流。尽管不是特别长，但这条河因为土木工程而著名。芝加哥河本来流入密西根湖，同时也将芝加哥的城市污水注入湖中。19世纪末，为了彻底根除城市污水对密西根湖湖水的污染，芝加哥通过修建一系列的水闸，成功地倒转了芝加哥河的流向。河水从本来流入密西根湖，改为流出，向西南方向通过新建的水道，并入伊利诺伊河，并最终汇入密西西比河。
昔日芝加哥河發揮著航運的作用，作為水上交通前往密西西比河的通道。1900年前後芝加哥市在河上修建了多座鋼造開合橋，大部份如今仍然迄立並依然作為市內陸上交通過河的主幹道。縱使今日芝加哥河作為航運的角色已經變得次要，河上依然有許多觀光用的水上的士接載遊客來往盧普區（Chicago Loop）及有華麗一英里（Magnificent Mile）之稱的密歇根大道（Michigan Avenue），與及出發到密歇根湖的觀光船。
現時每年为庆祝愛爾蘭的傳統節日聖帕特里克節（Saint Patrick's Day），位於芝加哥城市一段的芝加哥河都會在节日（前）的周六被染成綠色，成為芝加哥河的一種奇景。

## 河口

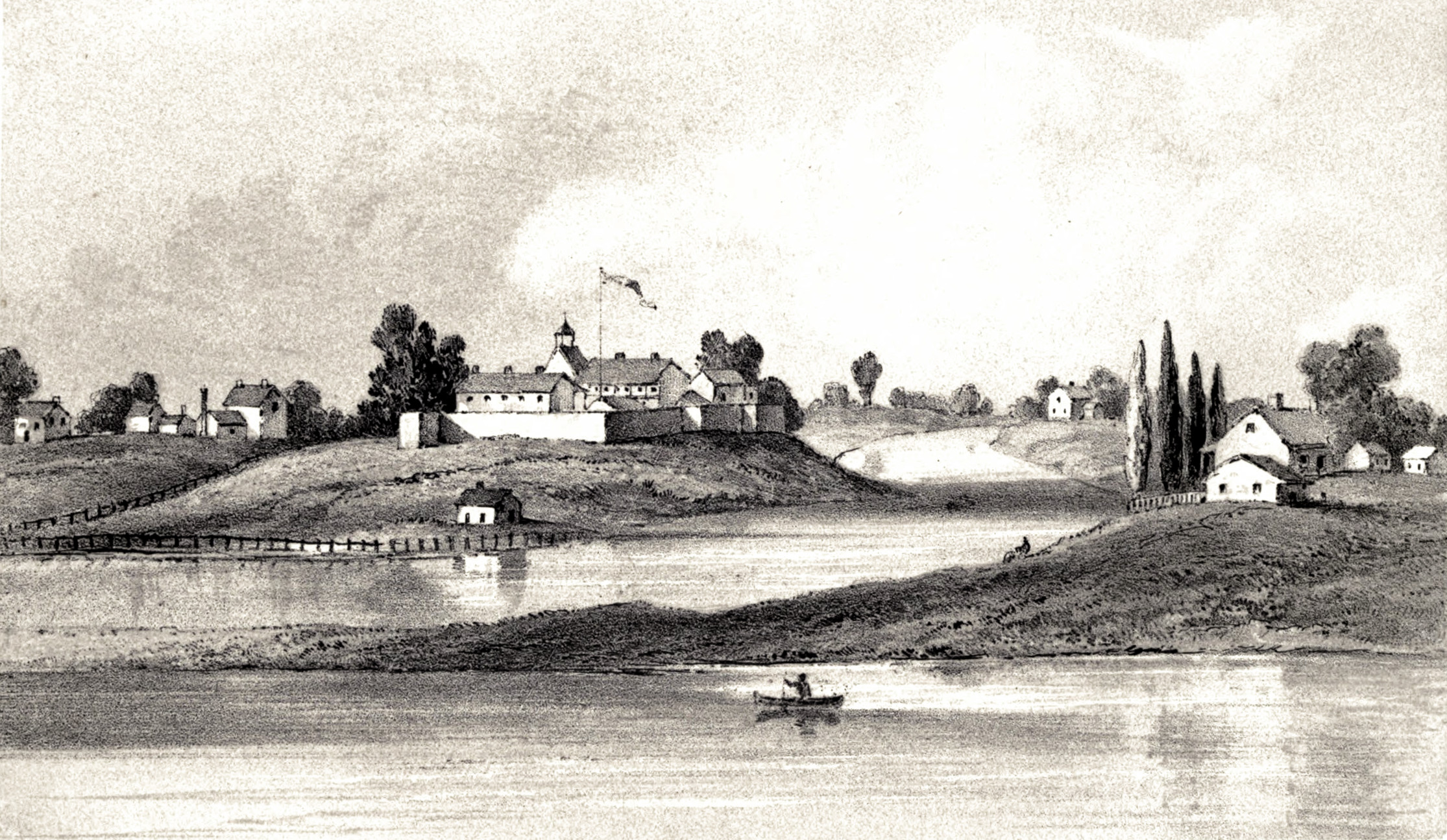
1831
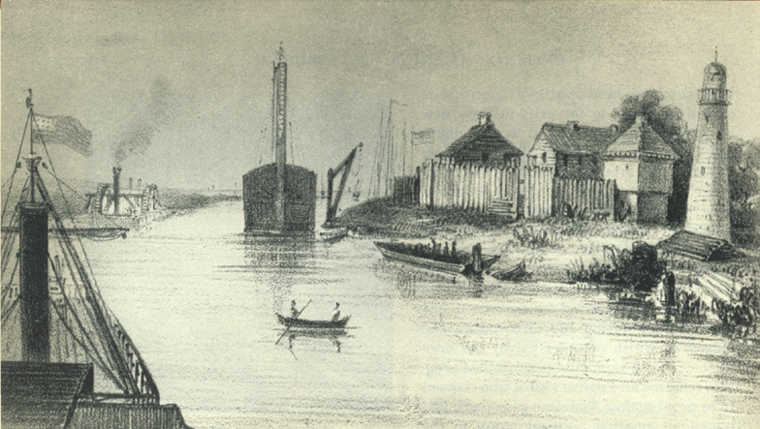
1838
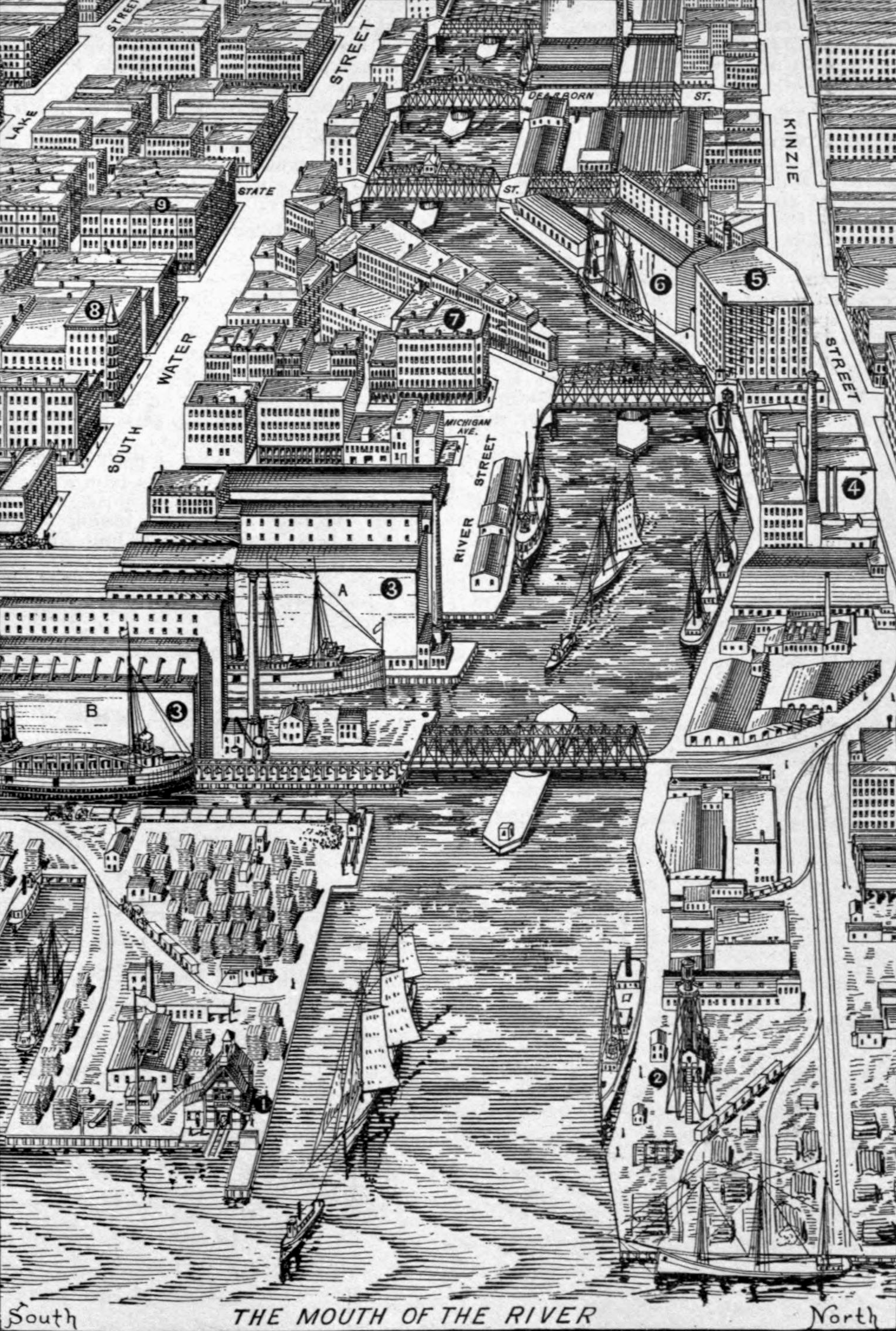
1893
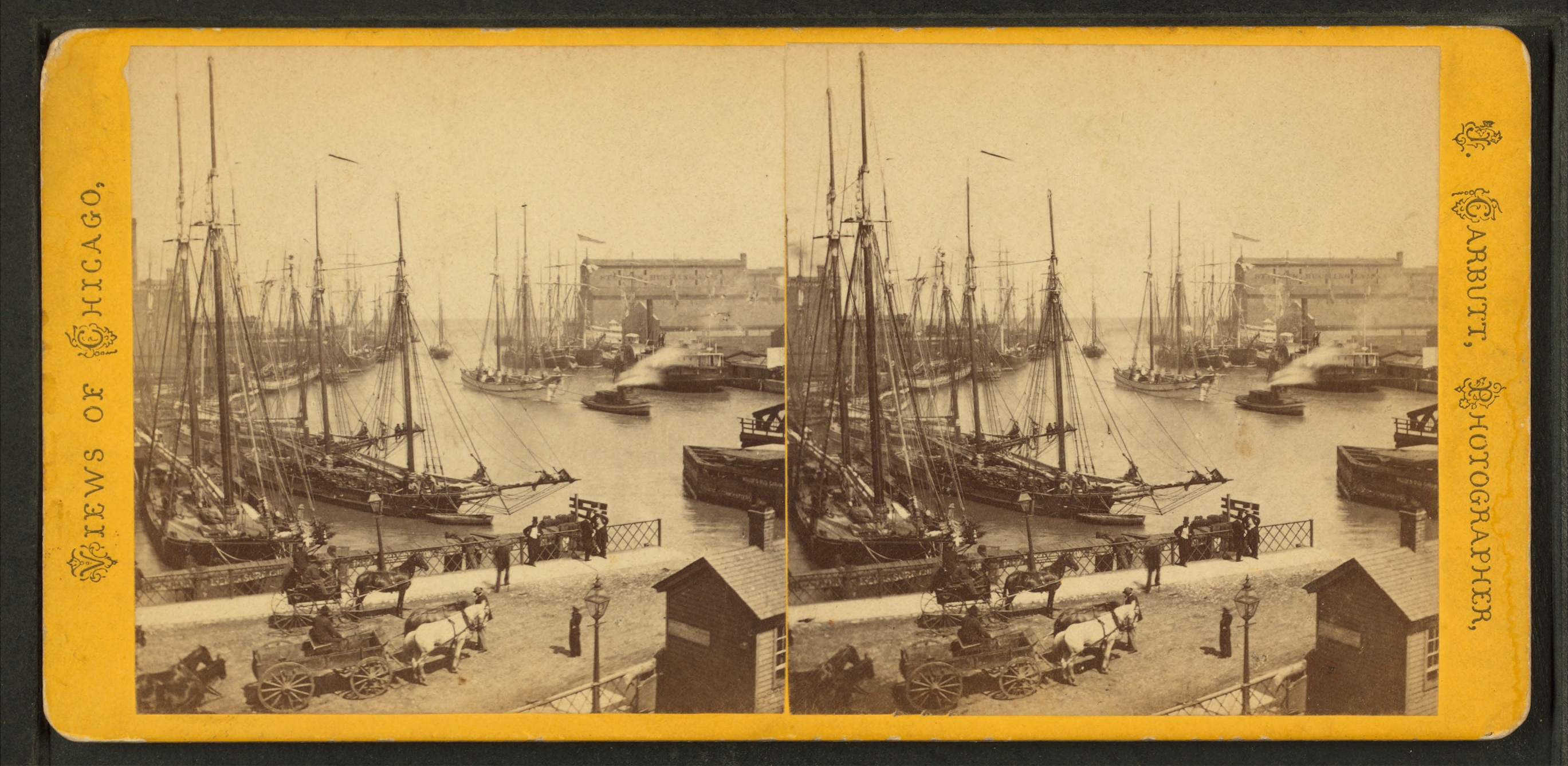
1905
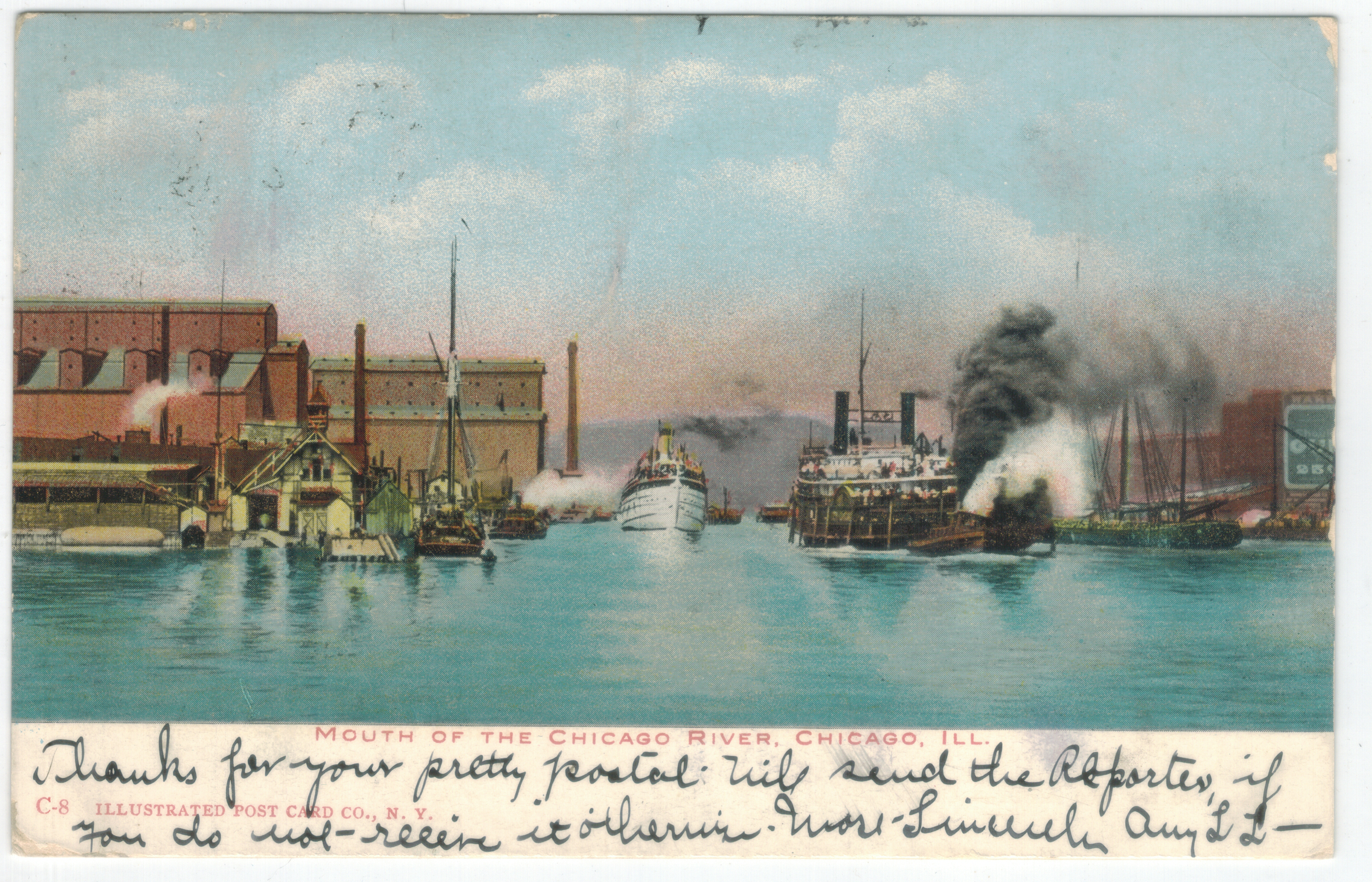
20世紀初

## 改道工程

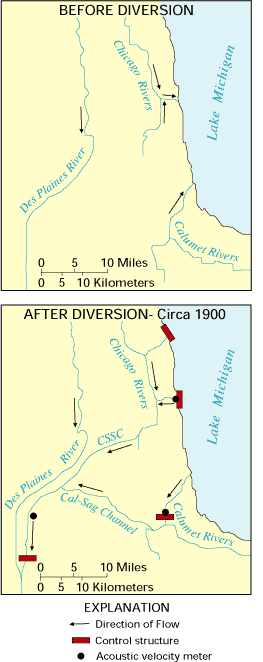
芝加哥河運用水利工程使流向逆轉前和後之對比
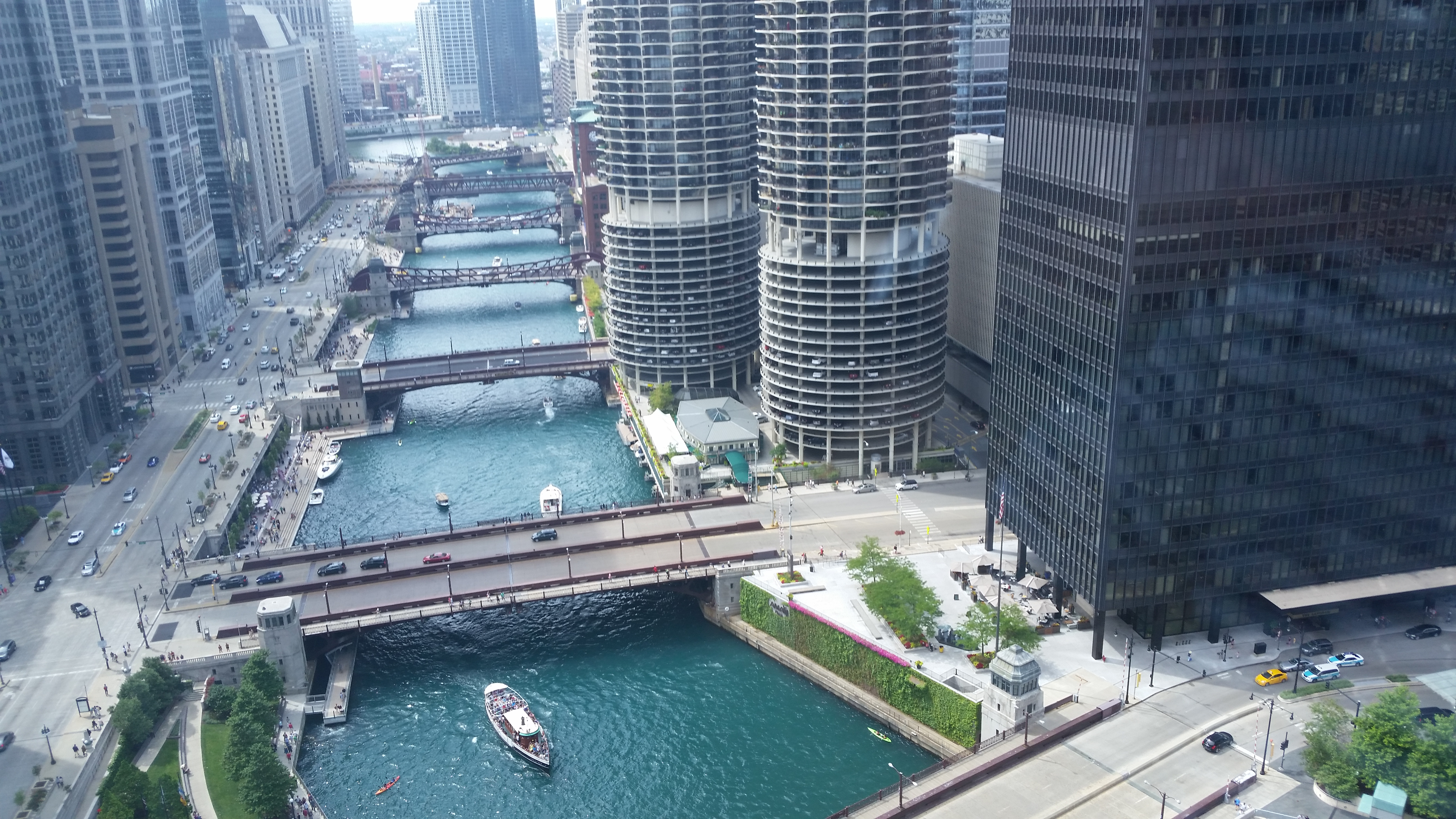
芝加哥河近馬里納城（Marina City）及州街。留意跨越河上的開合橋樑
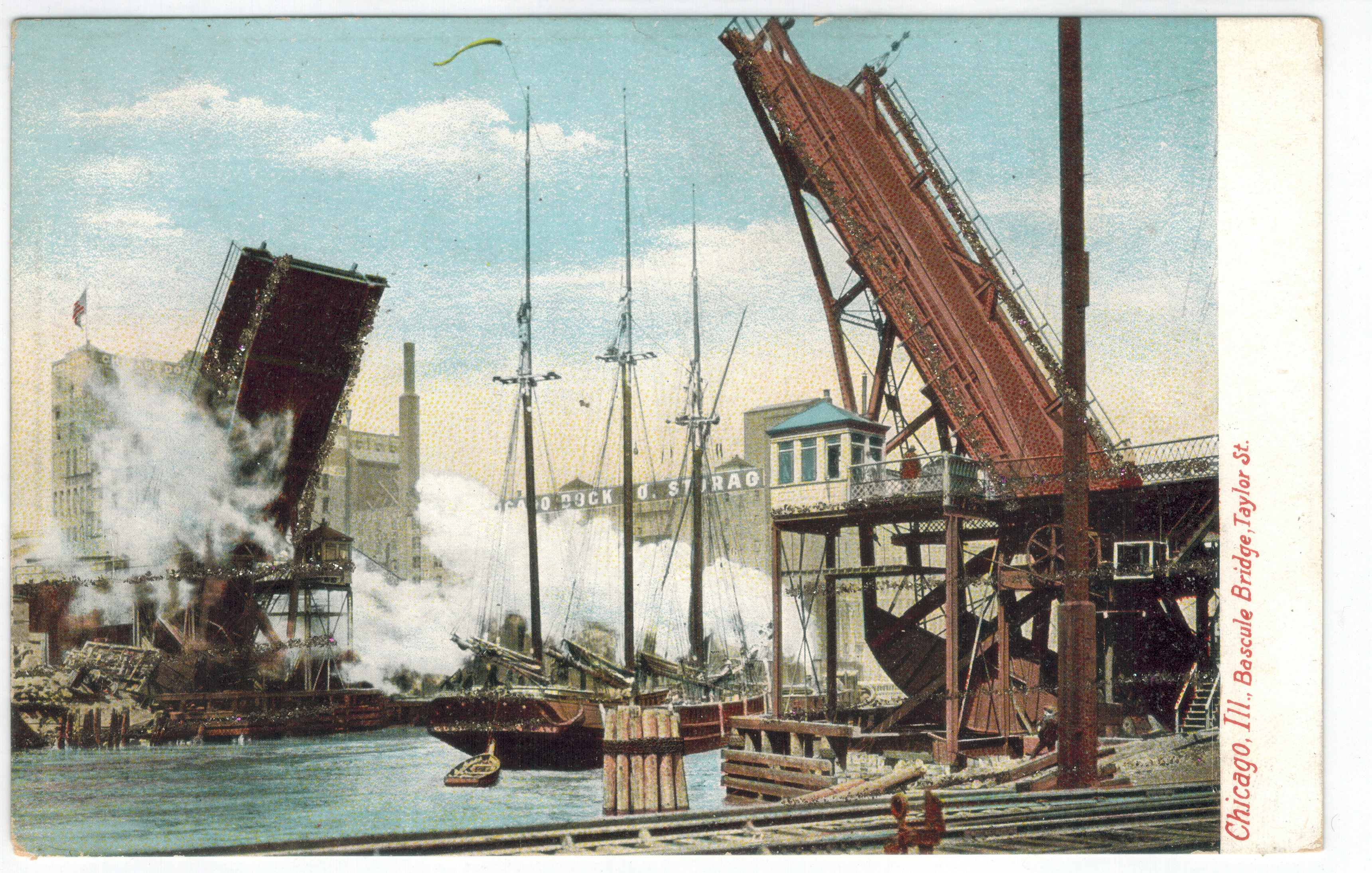
1919年的泰勒吊橋

## 節日

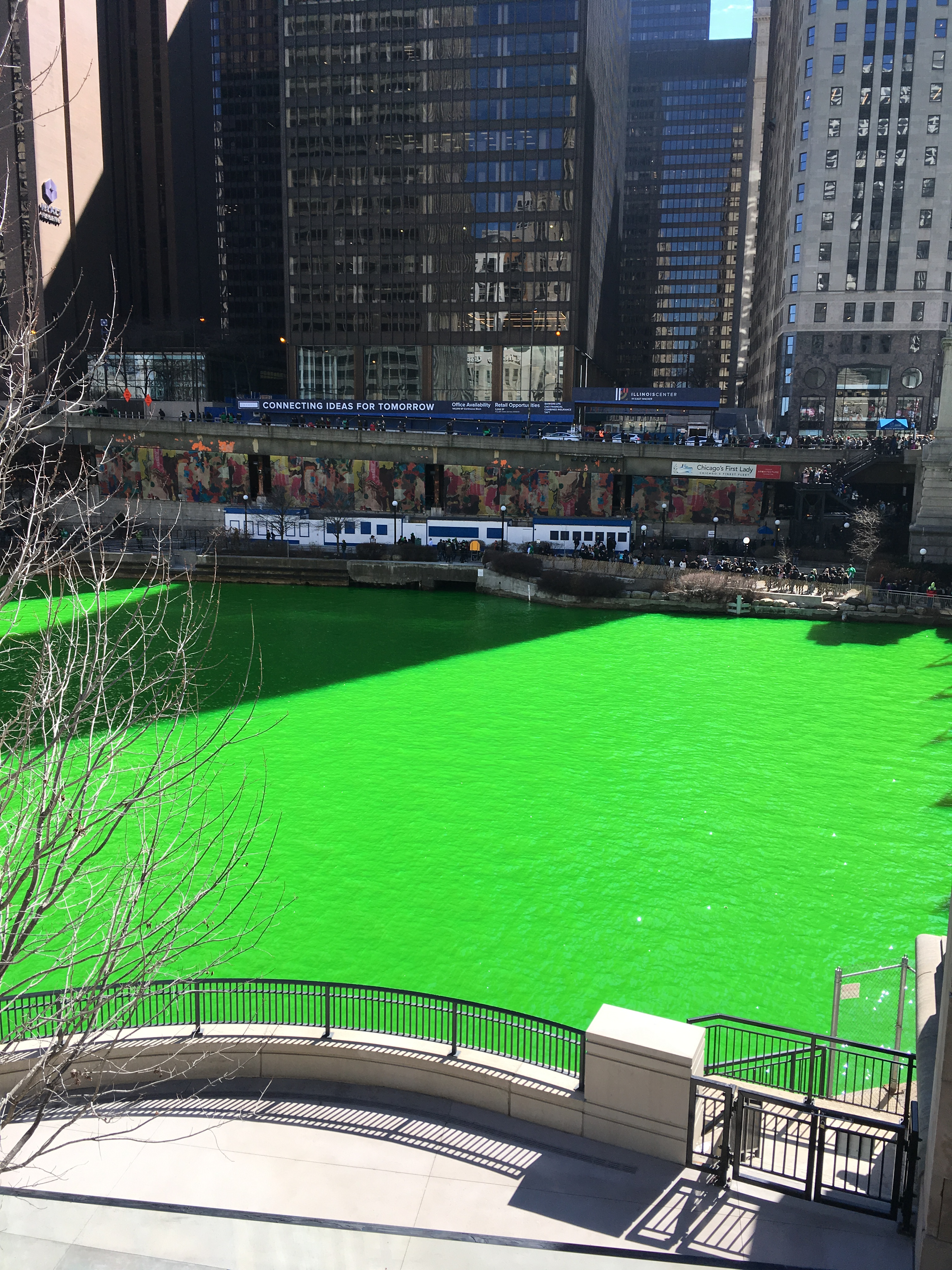
聖帕特里克節被染成綠色的芝加哥河
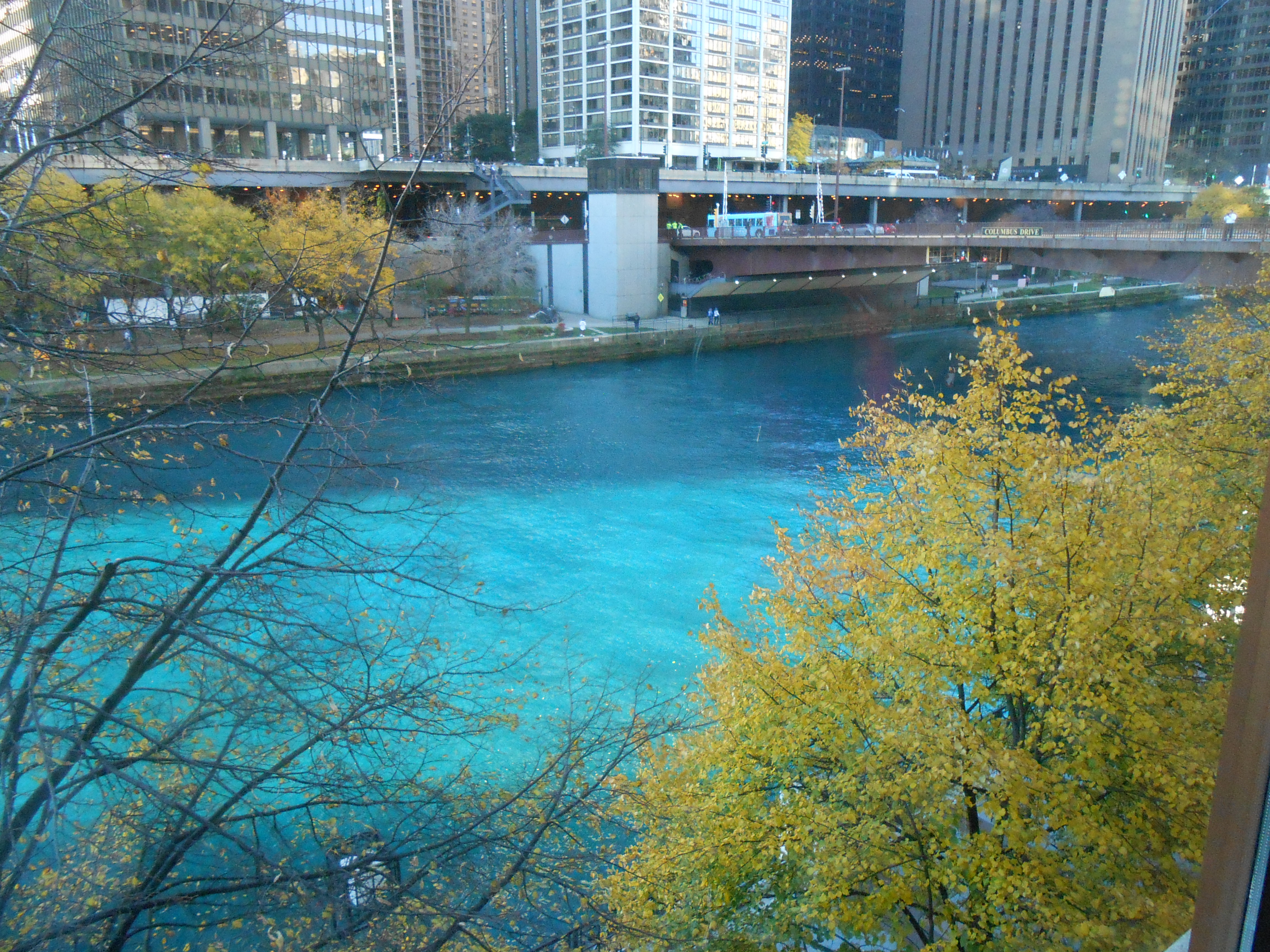
2016世界大賽慶祝儀式上被染藍的芝加哥河